# Тарасюк, Павел Ефимович
Павел Ефимович Тарасюк (1924—2012) — хозяйственный деятель, директор Киевской обувной фабрики имени 50-летия Великой Октябрьской социалистической революции Министерства лёгкой промышленности Украинской ССР. Герой Социалистического Труда (1971).

## Биография
Павел Тарасюк родился 16 марта 1924 года в селе Дацки (ныне — Чудновский район Житомирской области Украины). В 1941 году оказался в оккупации. После освобождения в 1943 году Тарасюк был призван на службу в Рабоче-крестьянскую Красную Армию и направлен на фронт Великой Отечественной войны. В боях был тяжело ранен. После окончания войны демобилизован. Проживал в Киеве. В 1952 году Тарасюк окончил Киевский технологический институт лёгкой промышленности, после чего работал на Киевской обувной фабрике № 1 (впоследствии — имени 50-летия Октябрьской революции). Первоначально работал начальником цеха, а в 1963 году стал директором фабрики. Возглавлял её в течение 43 лет.
За время руководства Тарасюка фабрикой объём производства вырос в 2,5 раза, а социальная сфера, в том числе дома отдыха, детские сады и так далее — в 10 раз. Были построены новые производственные корпуса и внедрены новые технологии производства обуви. Решением Совета Министров УССР фабрика Тарасюка была определена как базовая в отрасли по внедрению технологии производства обуви методом литья под давлением.
Указом Президиума Верховного Совета СССР от 5 апреля 1971 года «за выдающиеся успехи в досрочном выполнении заданий пятилетнего плана и большой творческий вклад в развитие производства тканей, трикотажа, обуви, швейных изделий и другой продукции легкой промышленности» удостоена звания Героя Социалистического Труда с вручением ордена Ленина и золотой медали «Серп и Молот».
В 2006 году Тарасюк вышел на пенсию. Занимался общественной деятельностью, руководил благотворительным фондом помощи ветеранам Киева. Умер 11 февраля 2012 года, похоронен на Байковом кладбище Киева.
Почётный гражданин Киева. Кандидат технических наук, профессор, автор 22 изобретений, 160 научных трудов, более 20 книг и брошюр. 23 года был депутатом Киевского горсовета и 22 года — Печерского райсовета. В течение 20 лет входил в ЦК профсоюза работником текстильной и лёгкой промышленности, после обретения независимости Украиной входил в Президиум её Торгово-промышленной палаты.
Был также награждён орденами Отечественной войны 1-й степени, Трудового Красного Знамени, Красной Звезды, «Знак Почета», украинскими орденами «За заслуги» трёх степеней, рядом медалей.